# تربية طائر الكوتيل

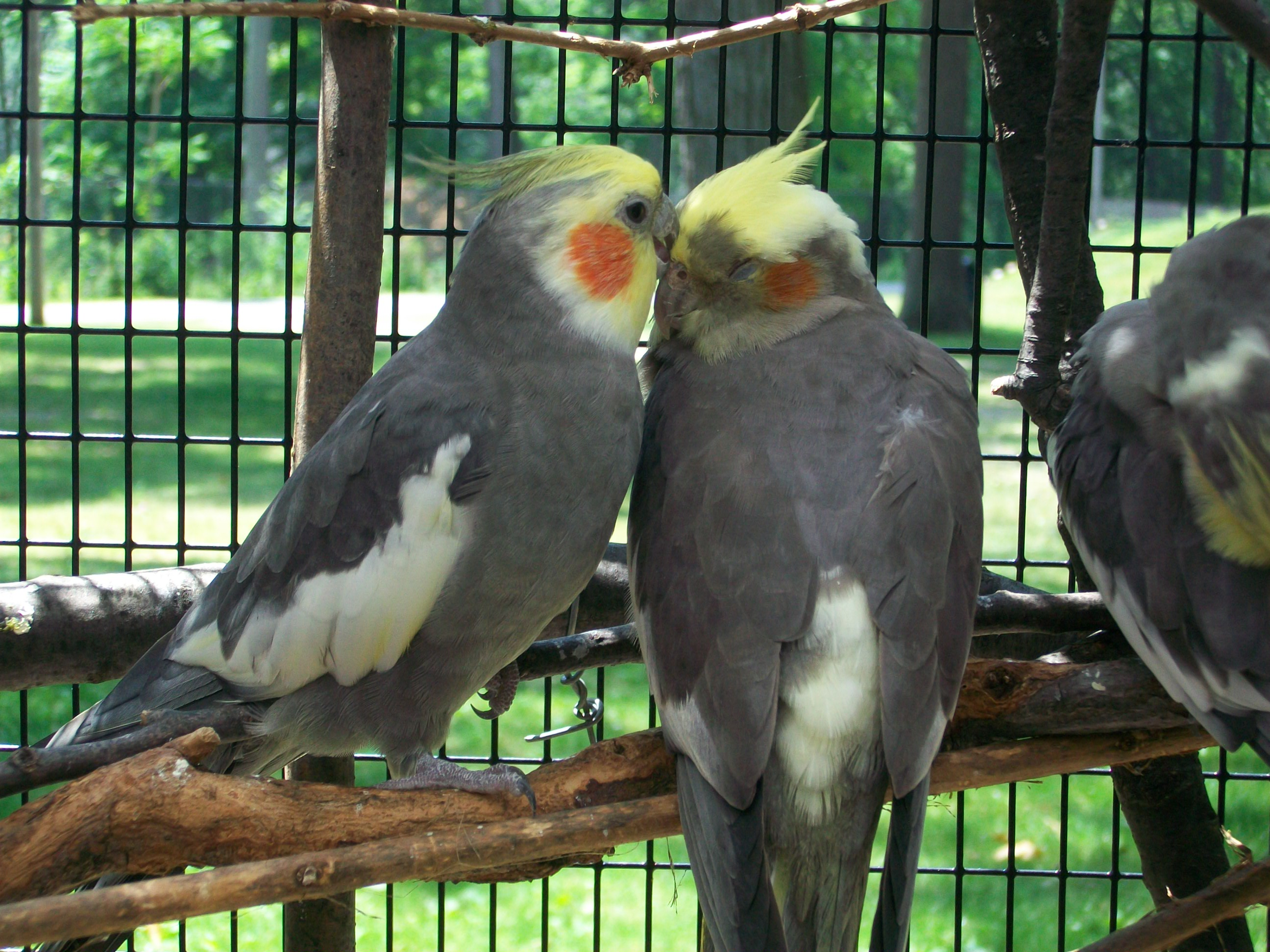
طيور الكوكتيل

طائر الكوكتيل (بالإنجليزية: Cockatiel) يُعد من أشهر طيور الزينة في العالم، وينتمي إلى فصيلة الببغاوات. يُربّى الكوكتيل في البيوت لأسباب عديدة أبرزها جمال ألوانه، وطبعه الاجتماعي، وقدرته على التآلف مع الإنسان.

## البيئة المناسبة
يفضل الكوكتيل بيئة هادئة مستقرة، بعيدة عن التيارات الهوائية والتغيرات الحادة في درجات الحرارة.ويجب وضع القفص في مكان تصله أشعة الشمس غير المباشرة، بعيدًا عن المطابخ والمكيفات والبخور. القفص يجب أن يكون واسعًا بما يكفي ليتمكن الطائر من فرد جناحيه بحرية، ويُفضل أن يحتوي على مجاثم بأقطار مختلفة لتقوية أقدام الطائر. درجة الحرارة المثالية لطائر الكوكتيل تتراوح بين (22 و26 درجة مئوية) يمكنه تحمل درجات أقل أو أعلى لفترات قصيرة، لكن التعرض الطويل لبرودة أو حرارة زائدة يسبب له أمراضًا تنفسية وإجهاد حراري.

## النظام الغذائي
لا يُنصح بالاكتفاء ببذور الدخن فقط، إذ إنها فقيرة بالعناصر الغذائية الأساسية. يُفضل توفير نظام غذائي متوازن يتضمن:
| اليوم    | التغذية                              |
| -------- | ------------------------------------ |
| الأحد    | خليط حبوب + جزر مبشور                |
| الإثنين  | كريات غذائية + تفاح مقشر             |
| الثلاثاء | خليط حبوب + بروكلي                   |
| الأربعاء | كريات غذائية + موز                   |
| الخميس   | خليط حبوب + فلفل حلو                 |
| الجمعة   | كريات غذائية + عنب                   |
| السبت    | خضروات متنوعة + كمية صغيرة من البذور |

| النسبة المئوية | الحبوب                               |
| -------------- | ------------------------------------ |
| الأحد          | خليط حبوب + جزر مبشور                |
| الإثنين        | كريات غذائية + تفاح مقشر             |
| الثلاثاء       | خليط حبوب + بروكلي                   |
| الأربعاء       | كريات غذائية + موز                   |
| الخميس         | خليط حبوب + فلفل حلو                 |
| الجمعة         | كريات غذائية + عنب                   |
| السبت          | خضروات متنوعة + كمية صغيرة من البذور |

يُمنع إعطاؤه الشوكولاتة، الكافيين، الأفوكادو، البصل، الثوم، والأطعمة المالحة أو الدهنية.

## الترويض والتفاعل
الكوكتيل طائر اجتماعي، يحتاج إلى تفاعل يومي مع المربي. يمكن تدريبه على الصعود على اليد، والتصفير، وأحيانًا تقليد الأصوات. يجب التعامل معه برفق وصبر، وتجنب الصراخ أو الحركات المفاجئة. يُفضل تخصيص وقت يومي للتفاعل خارج القفص، في مكان آمن.

## الرعاية الصحية
يُنصح بمراقبة الطائر يوميًا، والانتباه لأي تغيّرات في سلوكه، شهيته، أو فضلاته. يُفضل زيارة الطبيب البيطري المختص بالطيور مرة على الأقل سنويًا. العناية بالأظافر والمنقار ضرورية، ويمكن استخدام أدوات خاصة أو استشارة مختص.